# 퍼플오션전략

## 개념
레드오션(red oceanㆍ경쟁시장), 블루오션(blue oceanㆍ미개척시장)의 장점만을 활용한 새로운 시장으로 기존의 레드오션에서 발상의 전환을 통하여 새로운 가치를 가진 시장을 만드는 경영전략을 퍼플오션 전략이라고 한다.

## 어원
레드와 블루를 동일한 비율로 섞으면 얻을 수 있는 퍼플에서 유래하여 퍼플오션이라는 명칭을 쓴다.

## 유사전략

### 원소스 멀티유즈(OSMU)
하나의 소재를 영화,게임,장난감과 같은 다양한 영역에서 융합하여 경제적 부가가치를 극대화하는 문화 산업의 기본전략

### 차별화전략
산업의 전반적인 부분에 걸쳐서 차별화된 제품의 개발이나 서비스의 제공을 통하여 경쟁우위를 확보하고자하는 마케팅 전략

### STP마케팅
마케팅 전략과 계획을 수립할 때 소비자행동에 대한 이해를 근거로 하여 시장을 세분화(Segmentation)하고, 이에 따른 표적시장의 선정(Targeting), 그리고 표적시장에 적절하게 제품을 포지셔닝(Positioning)하는 순차적인 활동둘의 첫 글자를 순서대로 따서 부르는 말

## 도서
1. 인현진, 《퍼플오션전략》, 아름다운사람들, 2009
2. 이형욱, 《위너》, WBOOK에이전시, 2011
3. 김국진, 《포화시장은 없다》, 올림, 2010